# Aspro Bernard
Aspro Bernard (né Bernard Assouvié en 1929 à Banado, mort le 31 juillet 2007), est un musicien ivoirien, l'un des précurseurs de la chanson abbey d'Agboville et de la musique moderne ivoirienne. 
Aspro Bernard a des centaines de tubes 33 tours et 45 tours à son actif. L'artiste qui a formé plusieurs artistes à son actif avec l'orchestre historique  Agneby-jazz, est mort à 78 ans.